# Heartbreak (Make Me a Dancer)
«Heartbreak (Make Me a Dancer)» (с англ. — «Разбитое сердце (Заставь меня танцевать)») — песня британского электронного дуэта Freemasons и певицы Софи Эллис-Бекстор, выпущенная 15 июня 2009 года на лейбле Loaded. Песня была выпущена в качестве промосингла с альбома Freemasons Shakedown 2, а позднее как лид-сингл из четвёртого студийного альбома Эллис-Бэкстор Make a Scene. В 2010 году песня выиграла OGAE Song Contest, представляя Великобританию.

## История
Впервые демоверсия песни появилась в сети на официальном аккаунте Эллис-Бекстор MySpace 2 июня 2008 года. В феврале 2009 стало известно, что песня станет лид-синглом в поддержку четвёртого альбома певицы. Премьера на радио состоялась 24 апреля 2009 года на одном из шоу BBC Radio 1, однако в ротацию песня попала только 17 июня. Продвижением сингла в Британии занималась Софи, а Freemasons — в Штатах. Войдя в активную ротацию таких крупных станций как Kiss и Galaxy, трек смог подняться на вершину хит-парада Cool Cuts Airplay Chart. Видеоклип смог возглавить танцевальный чарт MTV Dance, где уверенно держался почти тридцать недель на верхних позициях. Также песня смогла войти в многочисленные чарты в Великобритании и стран континентальной Европы.

## Список композиций
- Цифровая загрузка[10]

1. "Heartbreak (Make Me a Dancer)" (Extended Mix)
2. "Heartbreak (Make Me a Dancer)" (Steve Mac Mix)
3. "Heartbreak (Make Me a Dancer)" (Full Length Club Mix)
4. "Heartbreak (Make Me a Dancer)" (Instrumental)
5. "Heartbreak (Make Me a Dancer)" (Dub Mix)
6. "Heartbreak (Make Me a Dancer)" (Gaydar Mix)
7. "Heartbreak (Make Me a Dancer)" (Bobina Mix)
8. "Heartbreak (Make Me a Dancer)" (Bobina Dub)
9. "Heartbreak (Make Me a Dancer)" (Anger Dimmas Mix)

- CD-сингл[11][12]

1. "Heartbreak (Make Me a Dancer)" (Radio Edit)
2. "Heartbreak (Make Me a Dancer)" (Club Mix)
3. "Uninvited"
4. "When You Touch Me"

- CD-maxi-сингл[13]

1. "Heartbreak (Make Me a Dancer)" (Radio Edit) – 3:24
2. "Heartbreak (Make Me a Dancer)" (Club Mix) – 9:14
3. "Heartbreak (Make Me a Dancer)" (The Mac Project Mix) – 7:57
4. "Heartbreak (Make Me a Dancer)" (Bitrocka Club Mix) – 6:46
5. "Heartbreak (Make Me a Dancer)" (Bitrocka Italo Mix) – 6:30
6. "Heartbreak (Make Me a Dancer)" (Bitrocka Moving Dub) – 7:05

- 12"-сингл[14]

1. "Heartbreak (Make Me a Dancer)" (Radio Edit)
2. "Heartbreak (Make Me a Dancer)" (Club Mix)
3. "Heartbreak (Make Me a Dancer)" (The Mac Project Remix)
4. "Heartbreak (Make Me a Dancer)" (Bitrocka Club Mix)

- Другие версии

1. "Heartbreak (Make Me a Dancer)" (2014 Extended) – 9:39

## Чарты
| Чарт (2009)                                | Пиковая позиция |
| ------------------------------------------ | --------------- |
| ARIA                                       | 51              |
| Dance Singles Chart (ARIA)                 | 9               |
| Бельгия/Фландрия (Ultratop 50)             | 33              |
| Бельгия/Валлония (Ultratip Bubbling Under) | 4               |
| Финляндия (Suomen virallinen lista)        | 19              |
| Ирландия (IRMA)                            | 38              |
| Нидерланды (Single Top 100)                | 85              |
| Tophit                                     | 2               |
| Шотландия (OCC Scotland)                   | 5               |
| Великобритания (OCC UK Singles)            | 13              |
| Великобритания (OCC UK Dance)              | 2               |
| Великобритания (OCC UK Indie)              | 2               |

## История релизов
| Регион         | Дата           | Формат            |
| -------------- | -------------- | ----------------- |
| Великобритания | 15 июня 2009   | Цифровая загрузка |
| США            | 21 июня 2009   | Цифровая загрузка |
| Испания        | 22 июня 2009   | Цифровая загрузка |
| Великобритания | 22 июня 2009   | CD                |
| Австралия      | 7 августа 2009 | CD                |